# Línea 523 (Mar del Plata)
La línea 523 es una línea de colectivos del Partido de General Pueyrredón perteneciente a la empresa Transporte 25 de Mayo S.R.L., siendo antiguamente operada, hasta principios de la década del 2000 por la empresa Martin Güemes S.A.

## Recorrido
Haciendo Click Aquí podrá consultarse el recorrido de la Línea 523.

### Ida
Av. Victorino Tetamanti - Av. Vertiz - B. Goñi - Tripulantes del Fournier - Reforma Universitaria - Ayolas - Av. Polonia - Av. Juan Héctor Jara - Belgrano - Av. Independencia - Av. Pedro Luro - Av. Patricio Peralta Ramos - Buenos Aires - Colon - Las Heras - Castelli - Arenales - Quintana - Buenos Aires - Bernardo O'Higgins - Martín Miguel de Güemes - Marcelo T. Alvear - Av. Fortunato de La Plaza - Gral. Pacheco - García Lorca - Cabrera - Av. Mario Bravo - Santa María de Oro - Vélez Sárfield - Lituania - Av. de Los Trabajadores.

### Vuelta
Vélez Sárfield - Santa María de Oro - Av. Mario Bravo - Castro Barros - García Lorca - Acevedo - Calabria - Gral. Pacheco - Av. Fortunato de La Plaza - Cerrito - Olavarria - Pringles - Tucumán - Alvarado - Lamadrid - Av. Patricio Peralta Ramos - Diagonal Alberdi Norte - 25 de Mayo - Av. Independencia - Moreno - Av. Juan Héctor Jara - Av. Polonia - Ayolas - Reforma Universitaria - Tripulantes del Fournier - B. Goñi - Av. Vertiz - Av. Victorino Tetamanti.